# Landvættir

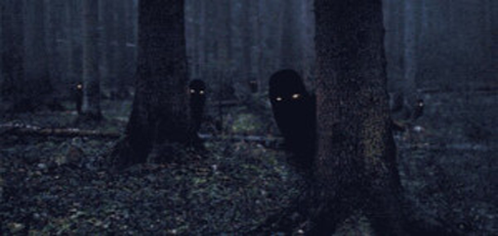
Landvættir

Les Landvættir (« esprits de la terre ») sont des esprits de la terre dans la mythologie nordique, dans le néopaganisme germanique, et les traditions du Druidisme Ecossais.  Ils protègent et permettent l'épanouissement des endroits précis où ils vivent, qui peuvent être aussi petit qu'une roche ou un coin d'un champ, ou gros comme une partie d'un pays.

## La nature des Landvættir
Certains chercheurs ont suggéré que les Landvættir sont connus dans la nature comme les esprits des morts, mais d'autres les ont eux interprétés comme des esprits de la nature, car ils vivent parfois dans des terres qui n'ont jamais été peuplées.
Jörmundur Ingi Hansen, ancien grand prêtre de l'Ásatrúarfélagið, a déclaré que les Landvættir sont des « esprits et que certains contrôlent ainsi la sécurité de la terre, la fertilité de la terre et ainsi de suite ». Pour lui, ils sont « liées à une place dans le paysage, à un énorme rocher, à une montagne ou à un lieu spécialement magnifique » et ce lieu se distingue en étant plus beau que d'autres.
La croyance sur les Landvættir locaux prend place en Islande, avec nombreuses fermes ayant des roches sur lesquelles les enfants ne sont pas autorisés à jouer. Lorsque la construction était sur le point de démarrer sur la base aérienne de Keflavík, le contremaître islandais a rêvé d'une femme qui est venu lui demander de retarder le déplacement d'un rocher, de donner le temps de sa famille à déménager. Il l'a fait pendant deux semaines, en dépit des objections américaines, jusqu'à ce qu'elle vienne à lui dans un autre rêve en lui disant le Landvættir était parti. D'autres termes sont parfois utilisés dans les textes pour les esprits, tels que Bergbúi, Ármaðr et Spámaðr, mais il y a une mention des Islandais pré-chrétiennes apportant des offrandes spécifiquement au Landvættir. Dans un article de Hauksbók, un évêque chrétien demande des punitions contre « les femmes stupides » qui demandent aux roches de la nourriture pour nourrir le Landvættir dans l'espoir d'être dotée d'un ménage prospère.

## Richesses et biens des terres
Une version de l'ouvrage des Islandais, Book of Settlement affirme que l'ancien droit d'Islande interdisait d'avoir une proue en forme de dragon sur son navire, dans le port ou de venir à la terre « avec la bouche béante ou museau béant », car le Landvættir pourrait être effrayé.

### Les quatre Landvættir de l'Islande
L'Islande est protégée par quatre grands gardiens, qui sont connus comme les quatre Landvættir.
Les quatre Landvættir sont aujourd'hui considérés comme les protecteurs des quatre quartiers d'Islande : le dragon (Dreki) dans le Nord-Est, l'aigle ou griffon (Gammur) dans de Nord-Ouest, le taureau (Griðungur) dans le Sud-Ouest, et le géant (Bergrisi) dans le Sud-Est.
Les quatre Landvættir de l'Islande sont représentés sur les Armoiries de l'Islande et sur l'envers des pièces, la Couronne islandaise.